# Großsteingrab Elmlohe
Das Großsteingrab Elmlohe war eine megalithische Grabanlage der jungsteinzeitlichen Trichterbecherkultur bei Elmlohe, einer Ortschaft der Gemeinde Geestland im Landkreis Cuxhaven (Niedersachsen). Es wurde im frühen 20. Jahrhundert zerstört. Um 1914 waren noch fünf Wandsteine erhalten. Über Ausrichtung, Maße und Grabtyp liegen keine näheren Angaben vor.